# Sogn (Oslo)

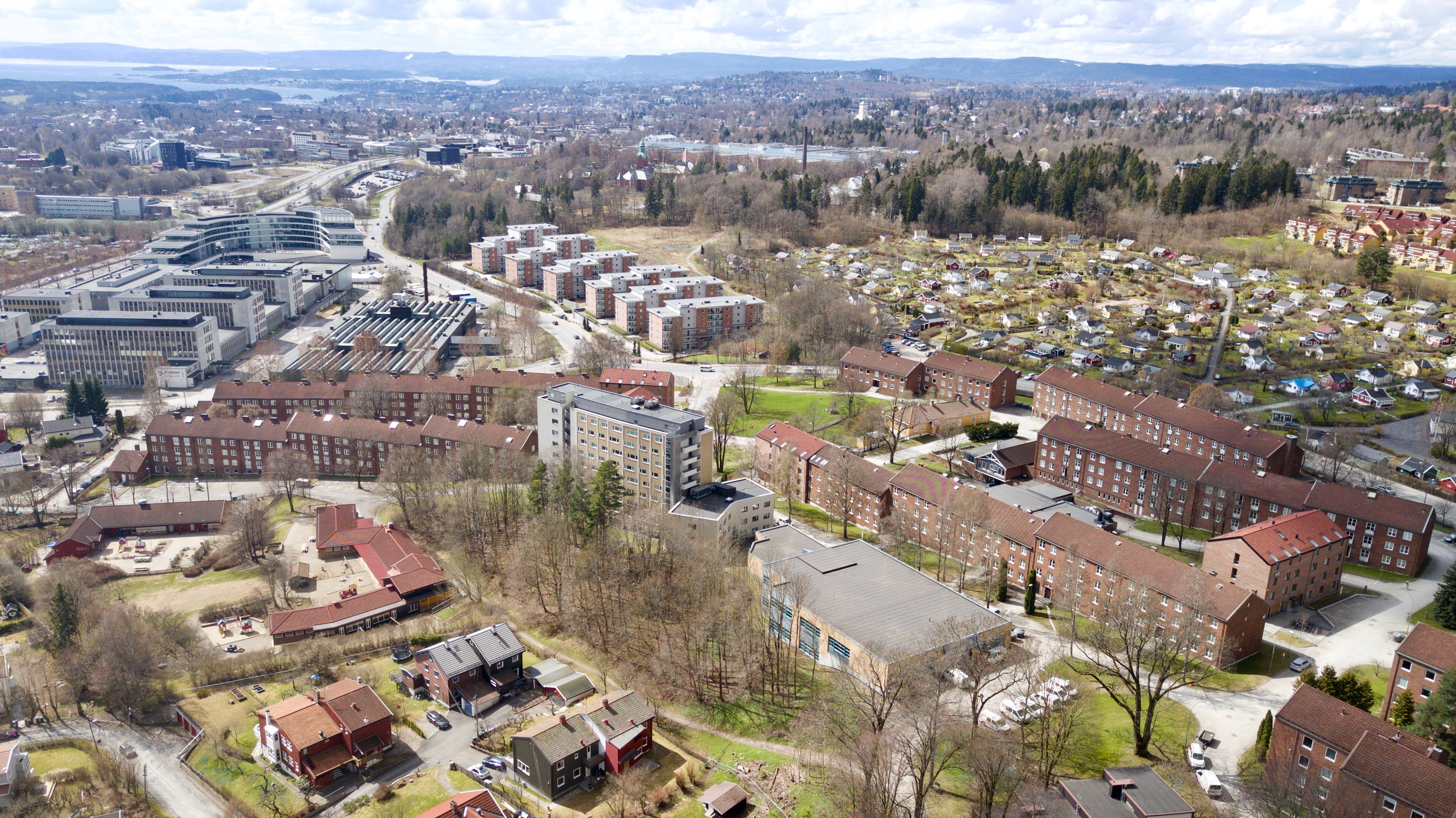
Studierendendorf Sogn und die Kleingartenkolonie Solvang

Sogn ist ein Stadtviertel in der norwegischen Hauptstadt Oslo. Das Wohnviertel liegt im Stadtteil Nordre Aker.

## Lage
Das Stadtviertel Sogn liegt im Westen des Stadtteils Nordre Aker. Im Süden trennt der Riksvei 150, der die äußere der drei Osloer Ringstraßen bildet, die beiden Stadtviertel Sogn und Ullevål. Im Norden grenzt Sogn an das Waldgebiet Nordmarka, einen Teil der Marka, und den See Sognsvann.

## Geschichte und Bebauung
Im Jahr 1934 wurde die Sognsvannsbanen zwischen dem Stortingsgebäude und dem Sognsvann eröffnet; damals eine Vorortbahn, heute Teil der Oslo T-bane. Während der Bauarbeiten wurde damit begonnen, Villen auf dem Grund der beiden Höfe Østre Sogn und Vestre Sogn zu errichten. Es entstand dabei das Villenviertel Sogn Haveby, das größtenteils bis 1941 fertiggestellt wurde. Neben dem Villenviertel befinden sich die beiden Kleingartensiedlungen Sogn und Solvang im Stadtviertel Sogn. Zudem stehen im Stadtviertel viele der Osloer Studierendenwohnheime. Ein Teil des Studierendendorfs Sogn studentby wurde zunächst als olympisches Dorf für die Olympischen Winterspiele 1952 genutzt. Das Kringsjå studentby wurde von 1966 bis 1970 errichtet. Mit rund 2600 Wohnungen, verteilt auf 19 Wohnblöcke, ist es das größte Studierendendorf der Stadt. Von 1988 bis 1990 wurde es um das Fjellbirkeland studentby erweitert. Am Sognsvann haben die Norwegische Sporthochschule (Norges idrettshøgskole) sowie der norwegische Leistungssport-Stützpunkt Toppidrettssenteret ihren Sitz. Der Hauptcampus der Universität Oslo liegt etwas südlich von Sogn, im Stadtviertel Blindern.
Zwischen 1988 und 2004 war Sogn ein eigener Stadtteil. Im Rahmen einer Reform der Osloer Stadtteile ging Sogn am 1. Januar 2004 in Nordre Aker auf. Der Stadtteil Sogn hatte zuletzt 16.467 Einwohner auf einer Fläche von 5,6 km².